# Зірксраде
Зірксраде (нім. Sierksrade) — громада в Німеччині, розташована в землі Шлезвіг-Гольштейн. Входить до складу району Герцогство Лауенбург. Складова частина об'єднання громад Беркентін.
Площа — 4 км2. Населення становить 448 ос. (станом на 31 грудня 2020).